# Hamish Macbeth
Hamish Macbeth är en fiktiv polis i en serie böcker av M. C. Beaton som utspelar sig den (ävenledes fiktiva) skotska byn Lochdubh.
Den första boken om Hamish Macbeth, Death of a Gossip publicerades 1985 och 2016 hade ett trettiotal böcker, nästan samtliga på namnformatet Death of a(n)... publicerats.
BBC spelade i slutet av 1990-talet in en TV-serie i Plockton, Lochalsh i skotska Highland med Robert Carlyle i rollen som Macbeth.